# Ellis Simms
Ellis Reco Simms (* 5. Januar 2001 in Oldham) ist ein englischer Fußballspieler, der bei Coventry City in der EFL Championship unter Vertrag steht.

## Karriere
Der in Oldham geborene Simms spielte als Jugendlicher für die Blackburn Rovers und Manchester City, bevor er im Alter von 16 Jahren zum FC Everton kam. Nachdem Simms für die U18-Mannschaft in der Saison 2018/19 in 21 Spielen 32 Tore erzielt hatte, erhielt er seinen ersten Vertrag als Profi bei den „Toffees“. Ab 2018 kam Simms auch in der U23 zum Einsatz, mit der er 2019 die Premier League 2 Division One und den Premier League Cup gewann.
Im Januar 2021 wechselte Simms als Leihspieler zum Drittligisten FC Blackpool. Er debütierte am 23. Januar 2021 im FA Cup als Einwechselspieler gegen Brighton & Hove Albion bei einer 1:2-Niederlage. Bei seinem zweiten Einsatz und gleichzeitigen Ligadebüt in der darauffolgenden Woche, erzielte er als Einwechselspieler seine ersten Profitore, als er beim 5:0-Sieg gegen Wigan Athletic zweimal traf. Während seiner halbjährigen Leihe kam Simms auf 23 Ligaspiele und zehn Tore und verhalf Blackpool zum Aufstieg durch die Play-off-Spiele in die zweite Liga.
Nach seiner Rückkehr nach Liverpool erhielt er im November 2021 eine Vertragsverlängerung bis 2024. Einen Monat später spielte Simms zum ersten Mal für die erste Mannschaft in der Premier League, als er in der Startelf für das Auswärtsspiel beim FC Chelsea stand. Beim 1:1-Unentschieden wurde er in der 62. Minute gegen Lewis Dobbin ausgewechselt.
Am 26. Januar 2022 wechselte Simms für den Rest der Saison 2021/22 auf Leihbasis zum schottischen Premiership-Klub Heart of Midlothian. Er gab sein Ligadebüt am selben Tag bei einer 1:2-Heimniederlage gegen Celtic Glasgow, nachdem er zur zweiten Halbzeit Josh Ginnelly ersetzte. Drei Tage später erzielte er sein erstes Tor für die „Hearts“ bei einem 2:0-Heimsieg gegen Motherwell. Ende Juli 2022 folgte eine weitere Leihe, diesmal an den englischen Zweitligisten AFC Sunderland. Im Januar 2023 kehrte er von der Leihe zurück nach Liverpool.
Im Juli 2023 wechselte er zu Coventry City in die EFL Championship.